# 가야어
가야어(伽倻/加耶/伽耶語) 혹은 가라어(加羅語)는 한반도 남부의 가야에서 사용되었다고 예상되는 언어이다. 13곳의 지명으로 언어의 추정을 시도하고 있으나, 이들이 가야어를 반영하고 있는가, 그 전에 존재했던 언어를 반영하고 있는가 확실하지 않다. 가야의 언어에 직접 유래했다고 인정되는 말은 1개 밖에 없다.

## 분류
논의되고 있는 지명은 일본어와 관련된 언어에서도 나타난다. 크리스토퍼 벡위스는 지명을 통해, 초기 가야어가 일본어족이라는 추정과 함께, 다음과 같이 분류하고 있다.
- 일본어족
  - 야요이어
    - 일본어
    - 고가야어(Pre-Kara, 지명에서)†

  - 류큐어

이 초기 가야어가 훗날 가야의 언어(4개의 단어 밖에 남지 않지 않음)와 관계가 있는지에 대해서는 명확하지 않다.
삼국사기 권34에 「旃檀梁」라는 말에 대하여, 가야어에서는 '문(門)'이 「梁」이라고 불린다는 기술이 있다. 중국어의 「梁」은 신라어에서는 '尾根'에 해당되며, (중세한국어: 돌 *twol 이 '尾根'의 뜻) 즉, 가야어의 '문(門)'은 twol과 같은 발음이었다는 것을 시사한다. 이것은 고대 일본어의 *two/tö (門/戸) (현대 일본어 to, 戸), '문(門)'이라는 의미.)와 일치한다.
일본어족과 일치하는 것처럼 보이는 가야의 지명은, 반도 일본어 가설의 증거가 된다. 과거에는 일본어와 고구려어가 한 어족이라는 가설도 있었으나, 고구려어는 보다 북방에서 유래하였으며, 대동강 이북에는 일본어와 동계인 지명이 없어 부정되고 있다. 따라서 고구려어가 한국어의 선조이며, 이후에 한반도 남부에서 일본어를 대체했을 가능성이 있다. 가야는 삼한에서 성장했기 때문에, 신라나 백제의 지배계급이 사용되고 있던 고구려어에서 유래된 언어가 한국어와 관련되어 있었으나, 삼한어는, (초기) 가야어나 일본어와 관련이 있을 가능성이 있다.

## 명칭
"가야"라는 이름은 加耶(伽倻)라는 음차를 현대식으로 읽은 것이다. 당시에는 아직 한글이 창제되지 않았기 때문에 정확한 지명을 밝히는 것은 어렵다. 주로 가야(加耶)나 가락(伽落)으로 보는 것이 일반적이지만, 가장 오래된 자료에서는 가라(加羅)로 기술되어 있으며, 중고음에서의 *kayia, 상고음에서의 *kala = *kara를 통해 음가를 언어학적으로 재구할 수 있다. 크리스토퍼 벡위스는 발음이 kaɾa였을 것이라고 여기며, 그렇기에 에스놀로그의 예시와 같이, 이 언어의 명칭도 "가라어"라고 알려졌다.